# Kirchenkreis Halle
Der Evangelische Kirchenkreis Halle ist einer von 26 Kirchenkreisen innerhalb der Evangelischen Kirche von Westfalen. Er erstreckt sich über den nördlichen Teil des Kreises Gütersloh mit den Städten und Gemeinden Borgholzhausen, Halle, Harsewinkel, Steinhagen, Versmold und Werther.
Insgesamt gehörten 41.739 Gemeindeglieder (Stand 31. Dezember 2021) zum Kirchenkreis. Jedes Jahr geht der Zahl der Gemeindeglieder aufgrund von Sterbefällen, Wegzügen und Kirchenaustritten um 1,2 % zurück.

## Geschichte
In der preußischen Provinz Westfalen wurden 1818 16 Kirchenkreise gegründet, darunter vier für das fast rein evangelische Gebiet des ehemaligen Minden-Ravensberg. Auf der 2. Westfälischen Provinzialsynode im September 1838 wurde beschlossen, den Kirchenkreis Bielefeld zu teilen und den Kirchenkreis Halle neu zu bilden. Zu den acht Gemeinden des Landkreises Halle (Westf.) kamen die Gemeinden Spenge und Wallenbrück aus dem Kirchenkreis Herford. Die erste Kreissynode fand am 8. Oktober 1840 statt und Pastor Friedrich Hedinger aus Borgholzhausen wurde zum ersten Superintendenten gewählt. Der Kirchenkreis zählte bei der Gründung 37.500 Gemeindemitglieder.
In Harsewinkel, das bis 1803 zum Hochstift Münster gehört hatte, lebten bis 1945 nur sehr wenige Protestanten, die von der Kirchengemeinde Brockhagen betreut wurden. Ab 1947 bestand dort eine eigene Pfarrstelle; 1954 wurde Harsewinkel zur eigenen Kirchengemeinde, die sich dem Kirchenkreis Halle anschloss, obwohl der Ort bis 1972 noch zum Kreis Warendorf gehörte.
Mitte des Jahres 1963 traten die Gemeinden Spenge, Hücker-Aschen und Wallenbrück aus dem Kirchenkreis Halle aus und schlossen sich wieder dem Kirchenkreis Herford an. Zur Verwaltung des Kirchenkreises wurde am ersten Advent 1975 das Kreiskirchenamt in Halle eröffnet. Im November 2001 wurde auf der Landessynode beschlossen, Gestaltungsräume zu bilden. Der Kirchenkreis Halle schloss sich dem Gestaltungsraum 7 an, dem auch die Kirchenkreise Bielefeld, Gütersloh und Paderborn angehören.
2002 wurde die Verwaltung des Kirchenkreises in das Kreiskirchenamt in Gütersloh verlegt, das seit 2017 für die drei Kirchenkreise Halle, Gütersloh und Paderborn zuständig ist. Sie sind jedoch weiterhin eigenständig; das Büro des Superintendenten und somit der Sitz des Kirchenkreises ist in Halle.

## Kirchen und Gemeinden
Der Kirchenkreis Halle umfasst acht Gemeinden, die insgesamt elf Kirchen, 26 Gemeindehäuser und Predigtstätten, 21 Tageseinrichtungen für Kinder und elf Friedhöfe unterhalten.
| Bild | Kirche                  | Ort                    | Gemeinde       | Bemerkungen                                              |
| ---- | ----------------------- | ---------------------- | -------------- | -------------------------------------------------------- |
|      | Evangelische Kirche     | Borgholzhausen         | Borgholzhausen |                                                          |
|      | St.-Johannis-Kirche     | Halle                  | Halle          |                                                          |
|      | Evangelische Kirche     | Halle-Hörste           | Halle          |                                                          |
|      | Martin-Luther-Kirche    | Harsewinkel            | Harsewinkel    | Moderner Kirchbau mit Gemeindehaus aus den 1950er Jahren |
|      | Christuskirche          | Harsewinkel-Marienfeld | Harsewinkel    | Kirchbau aus den 1960er Jahren für 150 Gläubige          |
|      | Evangelische Dorfkirche | Steinhagen             | Steinhagen     |                                                          |
|      | St. Georg               | Steinhagen-Brockhagen  | Brockhagen     |                                                          |
|      | St. Petri               | Versmold               | Versmold       |                                                          |
|      | Evangelische Dorfkirche | Versmold-Bockhorst     | Bockhorst      |                                                          |
|      | Paul Gerhardt Kapelle   | Versmold-Hesselteich   | Versmold       |                                                          |
|      | Evangelische Kirche     | Versmold-Loxten        | Versmold       |                                                          |
|      | Evangelische Kirche     | Versmold-Oesterweg     | Versmold       |                                                          |
|      | Evangelische Kirche     | Versmold-Peckeloh      | Versmold       |                                                          |
|      | St. Jacobi              | Werther                | Werther        |                                                          |
|      | St. Johannes            | Werther-Häger          | Werther        |                                                          |

## Superintendenten
- 1840–1852: Friedrich Hedinger[5]
- 1852–1870: Karl Gustav Steller
- 1870–1877: Georg Eggerling
- 1877–1897: Wilhelm Hüter
- 1898–1899: Max Huyssen
- 1899–1922: Karl Eggerling
- 1923–1928: Albert Münter
- 1928–1934: Karl Schneider
- 1934–1945: August Wöhrmann
- 1945–1959: Karl Heuer
- 1959–1966: Max Rietbrock
- 1966–1979: Heinrich Baumann
- 1979–1990: Werner Schmeling
- 1990–1999: Wilhelm Arning
- 1999–2022: Walter Hempelmann
- seit 2022: André Heinrich